# Ringar på vattnet
Ringar på vattnet är en amerikansk film från 1942 i regi av Sam Wood. Filmen nominerades till tre Oscars, bästa regi, bästa svartvita foto, och bästa film.

## Handling
Följer fem unga personers liv i samhället Kings Row under 1890-talet och framåt. Det är den instabila Cassandra, dotter till den något obehaglige dr. Tower, Parris Mitchell som växer upp med sin franska mormor, Randy Monaghan som är dotter till en järnvägsarbetare, den förmögne Drake McHugh, och Louise Gordon, dotter till den sadistiske läkaren Henry Gordon.

## Rollista
- Ann Sheridan - Randy Monaghan
- Robert Cummings - Parris Mitchell
- Ronald Reagan - Drake McHugh
- Betty Field - Cassandra Tower
- Charles Coburn - Dr. Henry Gordon
- Claude Rains - Alexander Tower
- Judith Anderson - Harriet Gordon
- Nancy Coleman - Louise Gordon
- Kaaren Verne - Elsie Sandon
- Maria Ouspenskaya - madame von Eln
- Harry Davenport - överste Skeffington
- Ernest Cossart - Pa Monaghan
- Ilka Grüning - Anna
- Minor Watson - Sam Winters